# マレーバク
マレーバク（馬来獏、Tapirus indicus）は、哺乳綱ウマ目（奇蹄目）バク科バク属に分類される奇蹄類である。

## 分布
インドネシア（スマトラ島）、タイ南部、マレーシア（マレー半島）、ミャンマー

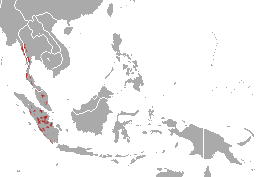
生息図

## 形態

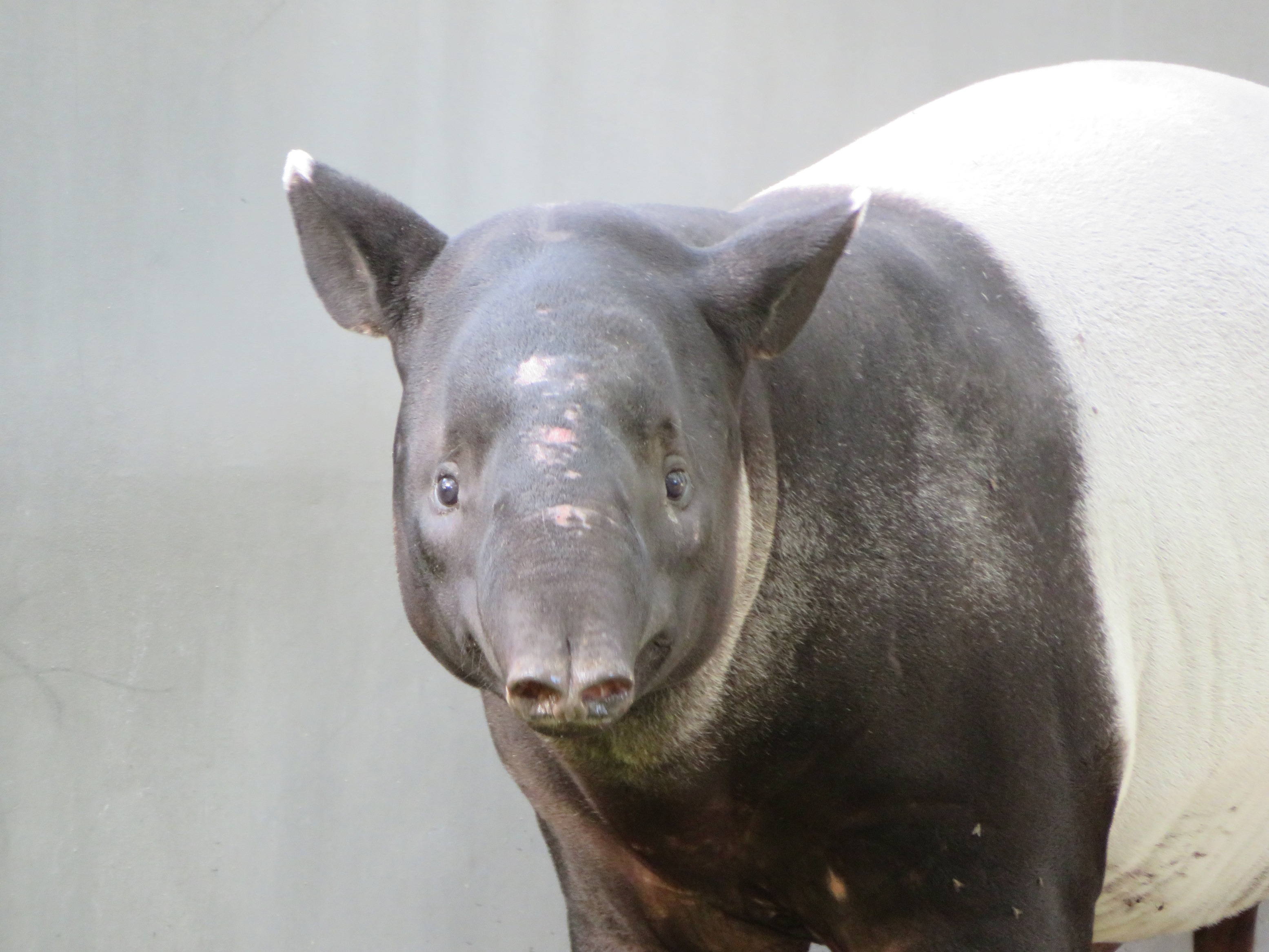
正面から見た頭部

体長180-250センチメートル。尾長5-10センチメートル。肩高90-105センチメートル。体重250-540kg。頭部から肩、四肢の体色は黒く、胴体中央部の体色は白い。これにより夜間では白色部が際立つことで輪郭が不明瞭になり捕食者に発見されにくくなると考えられている。頸部の皮膚は固く、厚さ2-3センチメートルに達する。アメリカバクとは異なり、首に鬣はない。
生後6か月以内の幼獣には白い縦縞が入る。

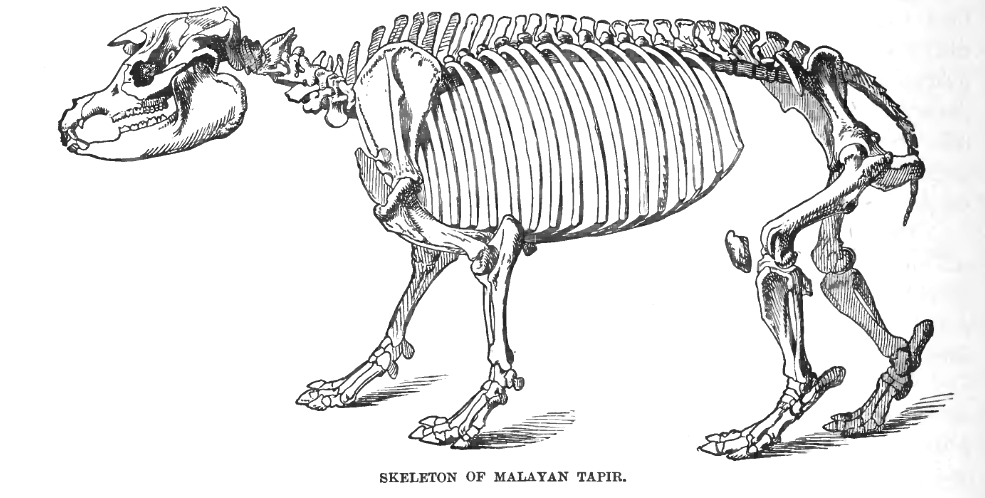
骨格
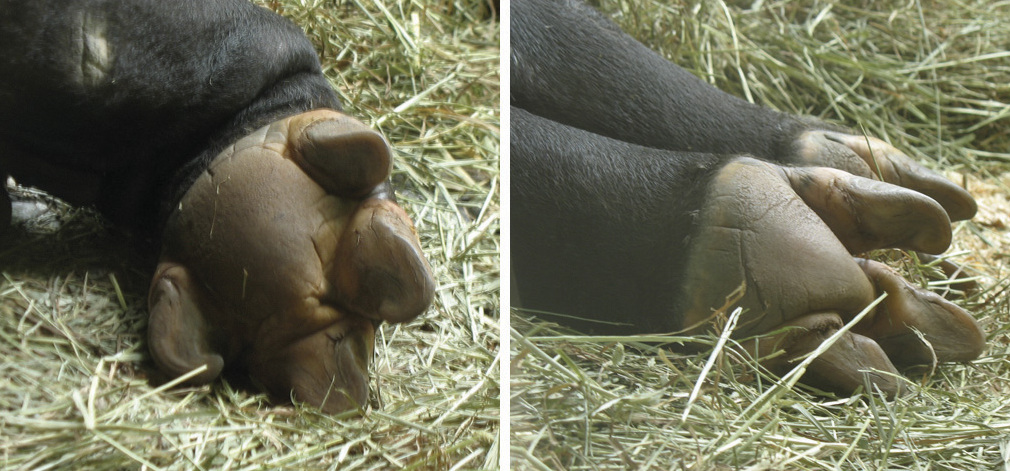
前肢（左）と後肢（右）の蹄
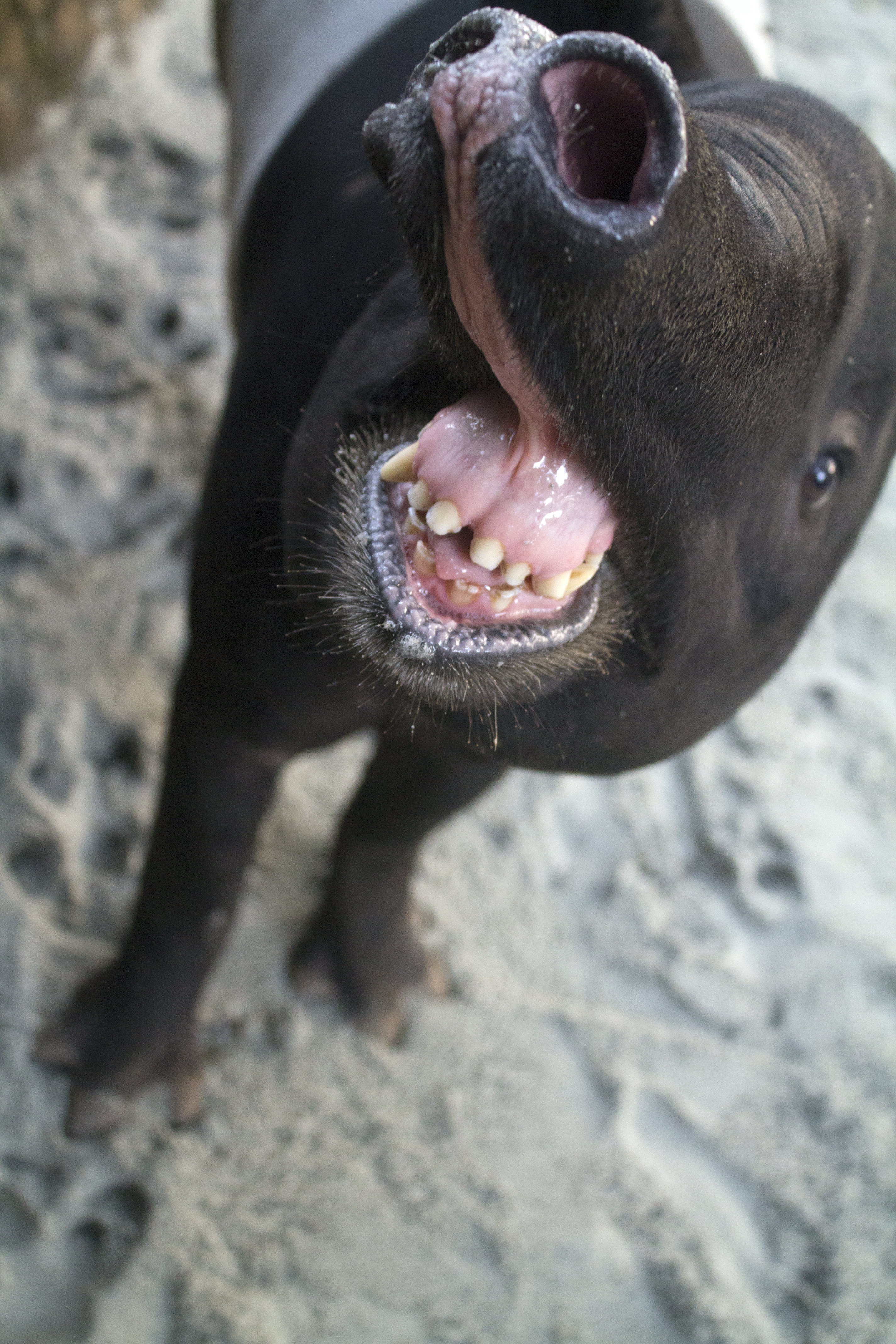
吻端
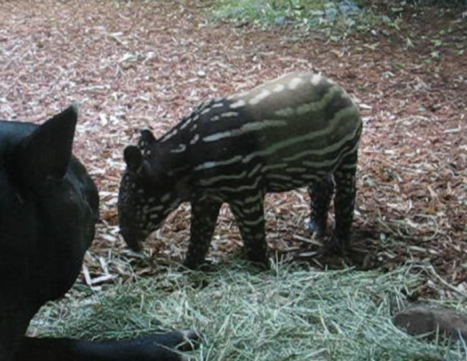
幼獣期の白い縦縞

## 生態

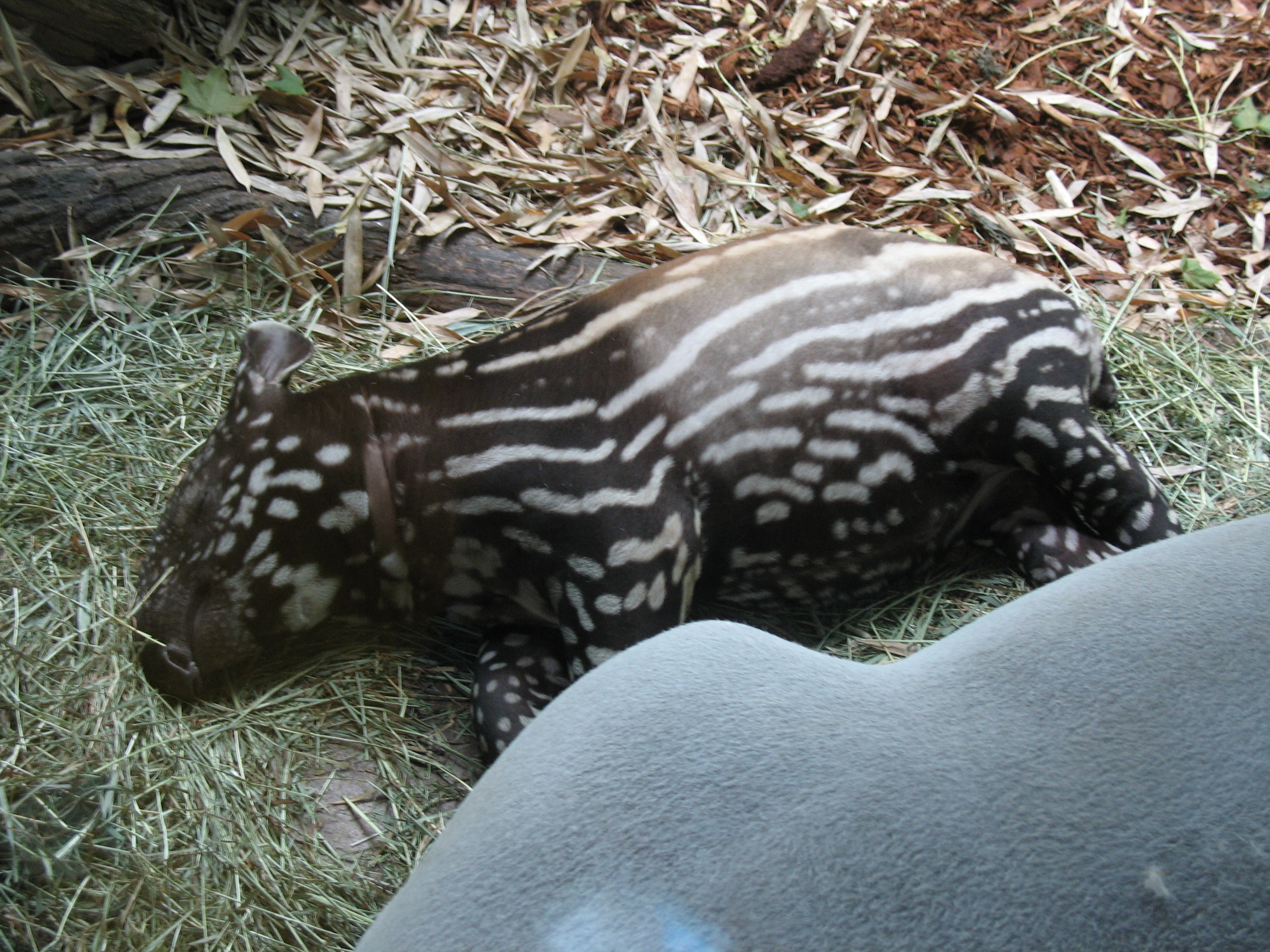
幼獣（眠り）

河川や沼地の周辺にある多雨林に生息する。夜行性。群れは形成せず、単独で生活する。
天敵として トラ、ヒョウ、ドール、イリエワニがいる。 しかし 危険を感じると茂みや水中へ逃げ込む。
食性は植物食性で、主に木の葉を食べるが果実も食べる。
繁殖形態は胎生。妊娠期間は390-407日。4-5月に1回に1頭の幼獣を産む。生後2年半から3年で性成熟する。

## 人間との関係
タイの山岳民族の間では神が余りものを繋ぎ合わせて創造した動物とされた。
開発による生息地の破壊、娯楽やペット用の狩猟などにより生息数は減少している。